# Cyclohexaandiol
Cyclohexaandiol is een organische verbinding (een glycol of diol) die bestaat uit cyclohexaan waarop twee hydroxylgroepen zijn aangebracht. De brutostructuurformule is C6H12O2.

## Isomeren

1,2-cyclohexaandiol

Er zijn drie  structuurisomeren van cyclohexaandiol. Elk van deze drie isomeren kan bovendien voorkomen in de cis- of trans--stereo-isomere vorm of als racemisch mengsel.
| isomeer                                                                          | CAS-nummer                                           |
| -------------------------------------------------------------------------------- | ---------------------------------------------------- |
| 1,2-cyclohexaandiol (IUPAC-naam: Cyclohexaan-1,2-diol) Ook: Hexahydrocatechol    | - cis: 1792-81-0 - trans: 1460-57-7 - rac.: 931-17-9 |
| 1,3-cyclohexaandiol (IUPAC-naam: Cyclohexaan-1,3-diol) Ook: Hexahydroresorcinol  | - cis: 823-18-7 - trans: 5515-64-0 - rac.: 504-01-8  |
| 1,4-cyclohexaandiol (IUPAC-naam: Cyclohexaan-1,4-diol) Ook: Hexahydrohydrochinon | - cis: 931-71-5 - trans: 6995-79-5 - rac.: 556-48-9  |

## Synthese
Cyclohexaandiolen worden onder meer geproduceerd door partiële oxidatie van cyclohexaan of cyclohexeen.

## Toepassingen
Deze diolen worden onder meer gebruikt voor de productie van polyesters en andere polymeren, of in de synthese van andere chemicaliën zoals farmaceutische stoffen en herbiciden.
1,2-cyclohexaandiol kan bijvoorbeeld omgezet worden in adipinezuur, o-fenyleendiamine, catechol en 1,2-benzochinon. 